# دانشگاه غازی عینتاب
دانشگاه غازی عینتاب (به ترکی استانبولی: Gaziantep Üniversitesi) در کلانشهر غازی عینتاب قرار دارد، در سال ۱۹۷۳ تأسیس شد. دارای ۲۰ دانشکده، ۲ مدرسه عالی و آموزش شغل، ۱۱ آموزشکده فنی و حرفه ای، مرکز آموزش موسیقی، ۵ انستیتو، ۱۲ مرکز تحقیقات و ۸۹ آزمایشگاه است. تعداد دانشجویان آن حدود ۵۰ هزار نفر ، تعداد کادر علمی و کارمندان  آن ۳۳۹۸ نفر است. بر اساس آخرین رده بندی های جهانی این دانشگاه توانسته رتبه ملی خوب و بالای ۱۰۰۰ دانشگاه های بین المللی (بر اساس رده بندی TIMES و USNEWS) را کسب کند که جایگاه خوبی برای این دانشگاه محسوب می شود.

## کتابخانه
دارای یک کتابخانه ۷ هزارمتری است. تعداد کتب آن حدود ۵۵ هزار جلد است. کتابخانه به۲۰۰ نشریه خارجی و ۳۰ نشریه ادواری ترکی(در زمینه‌های علمی) مشترک است. امکان بهره مندی از اینترنت وجود دارد.

## اسکان و تغذیه
در مجتمع وابسته به سازمان اعتبار و خوابگاه‌ها تعداد ۵۹۶ دختر و تعداد ۱۱۹۶ پسر در خوابگاه کیلیس Kilis)) حدود ۲۴۰ دانشجو اقامت دارند. در اوقات شب و تعطیلات نیز به دانشجویان غذا داده می‌شود. علاوه بر آن، از کافه تریاهای داخل مجتمع نیز می‌توان استفاده کرد.

## فعالیتهای فرهنگی
۱۳ باشگاه فعالیت میکند. این فعالیتها در زمینه‌های فیلمبرداری، ادبیات، شطرنج، عکاسی، تحقیق و علوم فنی، تئاتر، کوهنوردی، محیط و موسیقی و کلاسهای مختلف از قبیل ساز، گیتار، ماکت پرواز، شطرنج و... می‌باشند.

## تأسیسات ورزشی
دانشگاه دارای دو سالن ورزشی سربسته است. یک مرکز پرورش اندام و تعداد زیادی مکانهای ورزشی در مورد بسکتبال، والیبال، فوتبال و تنیس دارد.

## مرکز بهداشت
دانشجویان می‌توانند برای درمان خود به مرکز بهداشت مراجعه نمایند. در صورت عدم کفایت مرکز فوق، دانشجو به بیمارستان دانشکده پزشکی معرفی می‌شود.

## رشته‌های تحصیلی
- دانشکده پزشکی(دارای یک بیمارستان بزرگ و جامع به نام بیمارستان Şahinbey و چندین کیلینیک ، لابراتوار و بیمارستان کوچک)که از اعتبار خوب علمی بهره مند می باشد.[۲]
- دانشکده دندانپزشکی
- دانشکده علوم پایه و ادبیات: بیولوژی، زبان و ادبیات انگلیسی، ریاضیات، تاریخ، زبان و ادبیات ترکی
- مدرسه عالی بهداشت غازی انتپ: پرستاری
- دانشکده اقتصاد و علوم اداری: اقتصاد، مدیریت
- دانشکده مهندسی: مهندسی در رشته های: الکتریک - الکترونیک، صنایع، فیزیک، غذایی، عمران، ماشین آلات، نساجی،
- دانشکده آموزشی آدی یامان Adiyaman: دبیری کلاس داری.
- دانشکده آموزشی معلم رفعت کیلیس: دبیری کلاسداری.
- مدرسه عالی بهداشت یوسف شرفاوغلو کیلیس: پرستاری
- و...